# Великосамборский сельский совет (Конотопский район)
Великосамборский сельский совет (укр. Великосамбірська сільська рада) — входит в состав
Конотопского района
Сумской области
Украины.
Административный центр сельского совета находится в 
с. Великий Самбор
.

## Населённые пункты совета
- с. Великий Самбор
- с. Броды

## Ликвидированные населённые пункты совета
- с. Кут